# 查哈阳农场
查哈阳农场是一个位于中华人民共和国黑龙江省齐齐哈尔市甘南县的农场，亦是黑龙江省农垦齐齐哈尔管理局所属的一个农场。
查哈阳农场始建于1948年，位于大兴安岭东麓，松嫩平原嫩江右岸。土地面积126万亩，耕地面积95.66万亩。下辖一个中心城镇、8个管理区和1个场直社区服务中心、53个作业区，总人口7万人。

## 行政区划
查哈阳农场下辖以下单位：
查哈阳场直社区、查哈阳农场花香管理区、查哈阳农场丰收管理区、查哈阳农场海洋管理区、查哈阳农场太平湖管理区、查哈阳农场金边管理区、查哈阳农场金光管理区、查哈阳农场长吉冈管理区和查哈阳农场幸福之路管理区。